# Compañía de Desarrollo Industrial de Manchuria

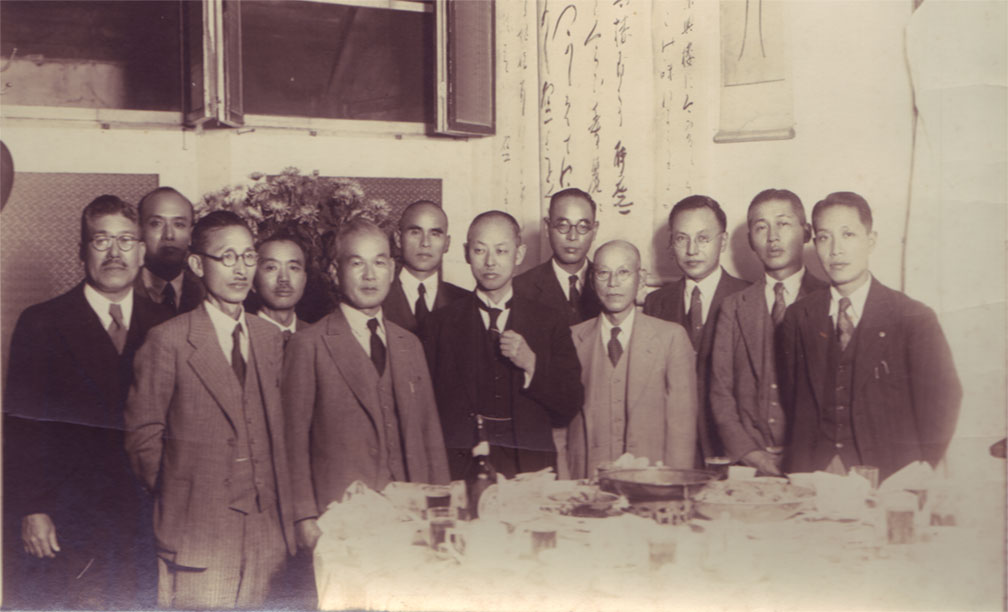
Reunión de la Junta de Mangyō, 10 de octubre de 1939. Aikawa está en el centro.

La Compañía de Desarrollo Industrial de Manchuria (満州重工業開発株式会社, Manshū Jukōgyō Kaihatsu Kabushiki-gaisha, o Mangyō) (pinyin: Mǎnzhōu Zhònggōngyè Kāifā Zhūshì Huìshè; Wade–Giles: Man-chou Chung-kung-yeh K'ai-fa Chu-shih Hui-she) era un conglomerado industrial, o zaibatsu, en el Imperio de Manchuria (Manchukuo) controlado por los japoneses, establecido por presión del Ejército Imperial Japonés para promover la industrialización de Manchukuo y, en particular, para conseguir la autosuficiencia en industrias pesadas estratégicas.

## Historia
Tras el éxito económico de la Compañía del Ferrocarril del Sur de Manchuria y sus diversas subsidiarias, como Acerías Showa, los planificadores ideológicos y económicos del Ejército de Kwantung desarrollaron un plan integral para el futuro desarrollo económico e industrial de Manchukuo según un modelo de socialismo de Estado con una economía planificada. El prominente empresario y tecnócrata japonés, Yoshisuke Aikawa, fundador del zaibatsu Nissan, fue invitado a Manchukuo y se le pidió que estableciera la Compañía de Desarrollo Industrial de Manchuria, una empresa conjunta propiedad al 50% de Nissan y al 50% del gobierno de Manchukuo, que supervisaría el plan.
El plan original de Naoki Hoshino y otros planificadores del Ejército preveía una economía sindicalista, con los militares asignando monopolios de cada tipo de industria a una única empresa. Desde 1932, el ejército japonés había creado 26 nuevas empresas, que iban desde automóviles, aviones, refinación de petróleo, transporte marítimo, etc.
Aikawa respondió que esta política no era realista dado el estado subdesarrollado de los recursos y la infraestructura industrial de Manchukuo, y persuadió a los líderes militares de que debería haber una sola entidad controlada por el estado para administrar toda la explotación de los recursos y la industria pesada. Aikawa argumentó que la industria automotriz y la industria aeronáutica necesitaban un gran número de subcontratas, pocas de los cuales estaban presentes en Manchukuo. Para desarrollar estas industrias estratégicas, sería necesario desarrollar simultáneamente todas las industrias de maquinaria relacionadas.
En octubre de 1937, se siguió la estrategia de Aikawa y fue establecida la Manshū Jukōgyō Kaihatsu Yoko (Corporación de Desarrollo Industrial Pesado de Manchuria) bajo la égida de Nissan, que también trasladó su sede a Hsinking, Manchukuo. Aikawa recibió préstamos garantizados del Banco Industrial de Japón, el Banco de Japón utilizando los recursos naturales de Manchukuo como garantía, y se le concedió la exención de la doble imposición. La Compañía del Ferrocarril del Sur de Manchuria, Acerías Showa y otras importantes empresas industriales de Manchukuo se vincularon a la nueva empresa mediante la tenencia cruzada de acciones.
En sus fases iniciales, el nuevo conglomerado fue un gran éxito, atrayendo inversiones en Manchukuo a un ritmo tremendo. Se crearon nuevas industrias a lo largo de las rutas de transporte establecidas por el Ferrocarril del Sur de Manchuria, y la producción industrial de Manchukuo comenzó a superar a Japón en ciertos sectores al final del primer Plan Quinquenal. Sin embargo, Aikawa enfrentó numerosas dificultades en parte debido a problemas con su política (que a menudo estaban en desacuerdo con el liderazgo del Ejército de Kwantung), y en parte debido a la interferencia en las operaciones de Mangyō por parte de miembros del gobierno civil de Manchukuo. Aikawa renunció en 1942 y regresó a Japón. Fue reemplazado por Tatsunosuke Takasaki; sin embargo, con las crecientes demandas de los militares debido a la Segunda Guerra Mundial y el atolladero en curso para los militares japoneses en China, Mangyō enfrentó graves problemas con las materias primas, mano de obra y la subordinación de su producción a los requisitos militares.
Mangyō fue disuelta con la invasión de Manchukuo por el Ejército Rojo soviético en la invasión de Manchuria al final de la Segunda Guerra Mundial.